# Versatile Video Coding
Versatile Video Coding (VVC), también conocido como H.266, ISO/IEC 23090-3, y MPEG-I Part 3, es un estándar de compresión de vídeo finalizado el 6 de julio de 2020, por el Joint Video Experts Team (JVET), un equipo de expertos en video formado por miembros de los grupos VCEG y MPEG. Es el sucesor de High Efficiency Video Coding (HEVC, también conocido como ITU-T H.265 y MPEG-H Parte 2). Se desarrolló con dos objetivos principales: mejorar el rendimiento de la compresión y admitir una gama muy amplia de aplicaciones.

## Concepto
En octubre de 2015, los grupos MPEG y VCEG formaron el Joint Video Exploration Team (JVET) para evaluar las tecnologías de compresión disponibles y estudiar los requisitos de un estándar de compresión de vídeo de próxima generación. El nuevo estándar tiene alrededor de un 50% más de tasa de compresión para la misma calidad perceptual, con soporte para compresión sin pérdida y subjetivamente sin pérdida. Admite resoluciones desde muy baja resolución hasta 4K y 16K, así como vídeos de 360°. VVC admite YCbCr 4:4:4, 4:2:2 y 4:2:0 con 8-10 bits por componente,  gama amplia de colores BT.2100 y alto rango dinámico (HDR) de más de 16 stops (con picos de brillo de 1000, 4000 y 10000 nits), canales auxiliares (para profundidad, transparencia, etc.), frecuencias de cuadro variables y fraccionarias de 0 a 120 Hz y superiores, codificación de vídeo escalable para diferencias temporales (frecuencia de cuadro), espaciales (resolución), SNR, de gama de colores y de rango dinámico, codificación estéreo/multivista, formatos panorámicos y codificación de imágenes fijas. Los trabajos sobre el soporte de alta profundidad de bits (de 12 a 16 bits por componente) comenzaron en octubre de 2020 y se incluyeron en la segunda edición publicada en 2022. Se espera una complejidad de codificación varias veces (hasta diez veces) superior a la de HEVC, dependiendo de la calidad del algoritmo de codificación (que queda fuera del ámbito de la norma). La complejidad de descodificación es aproximadamente el doble que la de HEVC.
El desarrollo de VVC se ha realizado utilizando el VVC Test Model (VTM), un software de referencia que se inició con un conjunto mínimo de herramientas de codificación. Se han añadido más herramientas de codificación después de haber sido probadas en Experimentos Básicos (Core Experiments, CE). Su predecesor fue el Joint Exploration Model (JEM), un software experimental basado en el software de referencia utilizado para HEVC.

## Historia
JVET publicó una convocatoria de propuestas final en octubre de 2017, y el proceso de estandarización comenzó oficialmente en abril de 2018, cuando se elaboró el primer borrador del estándar.
En la International Broadcasting Convention (IBC) 2018, se demostró una implementación preliminar basada en VVC que, según se dijo, comprimía vídeo un 40 % más eficientemente que HEVC.
El contenido final del estándar se aprobó el 6 de julio de 2020.

### Calendario
- Octubre de 2017: Convocatoria de propuestas
- Abril de 2018: Evaluación de las propuestas recibidas y primer borrador de la norma[14]
- Julio de 2019: Votación del borrador del comité
- Octubre de 2019: Votación del borrador de la norma internacional
- 6 de julio de 2020: Finalización de la norma definitiva

## Licencias
Para reducir el riesgo de problemas observados al conceder licencias a las implementaciones de HEVC, para VVC se fundó un nuevo grupo llamado Media Coding Industry Forum (MC-IF). Sin embargo, el MC-IF no tenía ningún poder sobre el proceso de estandarización, que se basaba en los méritos técnicos determinados por las decisiones consensuadas del JVET.
En un principio, cuatro empresas competían por ser las administradores del consorcio de patentes del VVC, en una situación similar a la de los anteriores códecs AVC y HEVC. Más tarde se informaron las dos empresas ganadoras: Access Advance y MPEG LA.
Access Advance ya ha publicado el importe de la licencia.

## Adopción

### Software
- Reference software VVC Test Model (VTM) Fraunhofer HHI.[22]

- Fraunhofer Versatile Video Encoder (VVenC)[23] & Decoder (VVdeC).[24] Escrito en C++ . 70x más rápido que software de referencia.[25] 
 Decodificador Version 1.0.0 en III2021,[26] Codificador Version 1.0.0 en V2021 .[27]
- Real Time 8K VVC Decoder - Sharp Corporation. Decodificador en Tiempo real.[28]
- GPAC maneja VVC desde la versión 1.1,[29] actualmente disponible como versión para desarrolladores[30] (a septiembre de 2021)
- La empresa MultiCoreware está desarrollando un codificador VVC de código abierto con x266.[31][32]
- Tencent Media Lab está desarrollando un decodificador (comercial) en Tiempo real H.266.[33]
- El analizador de video (comercial) de Elecard es compatible con VVC.[34]
- Spin Digital ofrece un decodificador y reproductor VVC en Tiempo real.[35]
- El IETR francés desarrolla un decodificador en Tiempo real OpenVVC [36] y una versión especial de FFmpeg[37] que se utilizó para la prueba[38] de transmisión ATEME junto con el reproductor multimedia VideoLAN.[39]

### Hardware
- Con el AL-D320, Allegro DVT proporciona un IP-Core con funcionalidad de decodificador VVC para integración en hardware, así como decodificación de AV1, VP9, H.265/HEVC y compatible con H.264/AVC.[40][41]
- La empresa MediaTek ha diseñado y fabricado chip Pentonic 2000 - un Decodificador 8K con H266 para TV 8K.[42]

### Servicios
- MX Player[43] ofrece contenido a través del estándar H.266 a casi el 20% de su base de clientes y no ha recibido quejas. (Principalmente para teléfonos móviles.)[44]
 Si bien tanto el codificador como el descodificador son de código abierto, es difícil desarrollarlos para todas las empresas. MX Player ha construido su propio codificador y ha obtenido la licencia del decodificador de Tencent, uno de sus inversores.[45]
 A pesar del nombre Mx Player, no reproduce archivos locales en VVC, y solo la versión paga maneja la transmisión H266.[46]

### Radiodifusión
El Foro SBTVD de Brasil seleccionó a VVC para la próxima TV 3.0 de Brasil El Foro SBTVD de Brasil adoptará el códec MPEG-I VVC en su próximo sistema de transmisión de televisión, TV 3.0, cuyo lanzamiento se espera para 2024.
Se usará junto con Mpeg-5 LC EVC como un codificador de capa base de video para la entrega de broadcast y broadband.